# Terrence Malick
Terrence Frederick Malick (sinh ngày 30 tháng 11 năm 1943) là một đạo diễn, nhà sản xuất điện ảnh người Mỹ gốc Assyria. Trong sự nghiệp 40 năm của mình, ông đã đạo diễn 5 phim nổi bật.
Năm 2011, phim The Tree of Life của Terrence Malick đoạt giải Cành cọ vàng tại Liên hoan phim Cannes.
Nhiều nhà phê bình xem các phim của Malick là kiệt tác. Malick đã được đề cử Academy Award cho cả Best Adapted Screenplay và Đạo diễn xuất sắc nhất cho The Thin Red Line.

## Tiểu sử
Terrence Malick sinh ở Privet Drive Waco, Texas hoặc Ottawa, Illinois cha là Emil Malick, con trai của một người nhập cư Thiên chúa giáo Assyria, và mẹ là Irene Malick. Waco là một trong các bối cảnh của phim của ông The Tree of Life. Malick lớn lên ở Bartlesville, Oklahoma và Texas, làm việc ở các giếng dầu khi còn trẻ. Anh đã chuyến đến Austin, Texas và tốt nghiệp St. Stephen's Episcopal School.